# Bundesgesetzblatt für die Republik Österreich

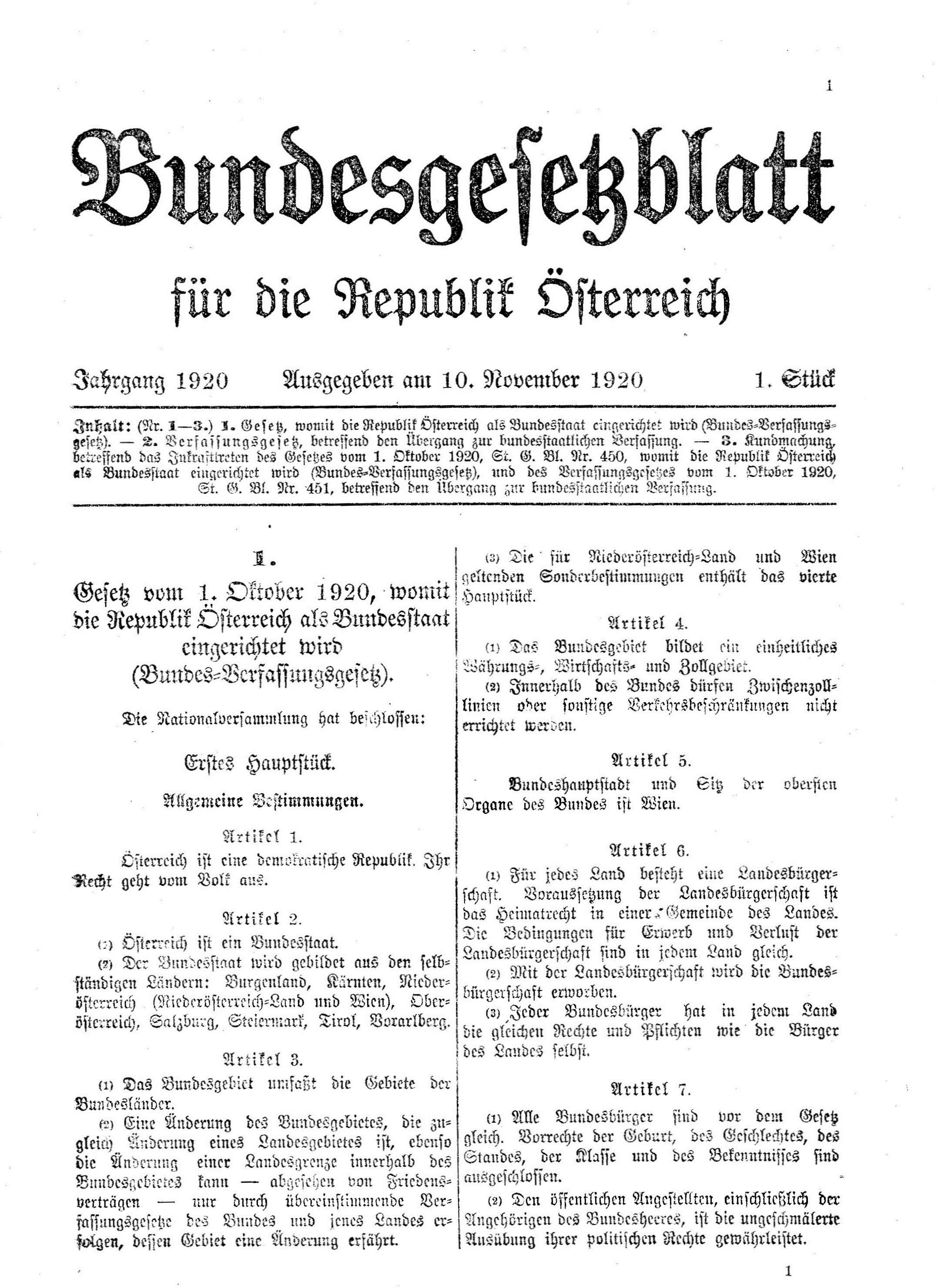
Das erste Bundesgesetzblatt für die Republik Österreich, ausgegeben am 10. November 1920

Das Bundesgesetzblatt für die Republik Österreich (BGBl.) ist ein vom österreichischen Bundeskanzler herausgegebenes Gesetzblatt und dient der Verlautbarung von Bundesgesetzen, ministeriellen Verordnungen, Kundmachungen und Wiederverlautbarungen des Bundeskanzlers, Entschließungen des Bundespräsidenten sowie Staatsverträgen und sonstigem supranationalen Recht. Die rechtliche Grundlage ist das Bundes-Verfassungsgesetz und das Bundesgesetzblattgesetz 2004.
Die Vorgänger des Bundesgesetzblattes waren das Reichsgesetzblatt (1848–1918) und das Staatsgesetzblatt (1918–1920, 1945). Zwischen 1938 und 1940 galt das Gesetzblatt für das Land Österreich, daneben und später ausschließlich bis 1945 das deutsche Reichsgesetzblatt. Im Ständestaat der Jahre 1934 bis 1938 lautete die Bezeichnung Bundesgesetzblatt für den Bundesstaat Österreich, das ebenfalls als BGBl. abgekürzt wird. Obwohl es bereits im alten Bundesgesetzblatt Verlautbarungen gab, begann das Bundesgesetzblatt für den Bundesstaat Österreich ab Mai 1934 mit neuer Nummerierung; zur Unterscheidung wird es auch als BGBl. II bezeichnet.
Mit 1. Jänner 1997 wurde durch die Novelle zum Bundesgesetzblattgesetz 1985 durch BGBl. Nr. 660/1996 die Dreiteilung des Bundesgesetzblattes eingeführt, wobei in Teil I Bundesgesetze, in Teil II Verordnungen und in Teil III Staatsverträge kundgemacht werden.
Seit 1. Jänner 2004 ist nicht mehr die gedruckte Fassung, die bis dorthin in der Print Media Austria AG, der früheren Österreichischen Staatsdruckerei, hergestellt wurde, sondern die im Rechtsinformationssystem des Bundes (RIS) online publizierte Fassung als authentisch anzusehen. Die rechtlichen Grundlagen für diese – damals in Europa einzigartige – Online-Kundmachung wurden durch das Kundmachungsreformgesetz 2004 geschaffen (BGBl. I Nr. 100/2003). Auf technischer Ebene wird die Online-Kundmachung durch den Einsatz elektronischer Signaturen realisiert.
Über entsprechende Suchmasken im RIS können auch alle Bundesgesetzblätter von 1945 bis 2003 bzw. von 1920 bis 1938 abgefragt werden.